# Monty Python i Święty Graal
Monty Python i Święty Graal (Monty Python and the Holy Grail) – brytyjska surrealistyczna komedia filmowa z roku 1975 w reżyserii Terry’ego Jonesa i Terry’ego Gilliama; pierwszy film fabularny stworzony przez grupę Monty Pythona. Jej członkowie zarówno odgrywają główne role w filmie, jak i są też twórcami scenariusza filmu.

## Obsada

### Występują
- Graham Chapman – król Artur/głos Boga/środkowa głowa trzygłowego rycerza/strażnik z czkawką
- John Cleese – sir Lancelot/Czarny Rycerz/wieśniak/francuski strażnik/Tim Czarodziej
- Eric Idle sir Robin/Concorde/jeden ze strażników/wieśniak/Roger Żywopłot/brat Maynard
- Terry Gilliam Patsy/Zielony Rycerz/stary człowiek ze sceny 24/sir Bors/rysownik
- Terry Jones – sir Bedevere/matka Dennisa/lewa głowa trzygłowego rycerza/książę Herbert
- Michael Palin – sir Galahad/Dennis/wieśniak/prawa głowa trzygłowego rycerza/król Bagiennego Zamku/przywódca Rycerzy, którzy mówią NI!/brat brata Maynarda
- Connie Booth – wiedźma
- Carol Cleveland – Zoot/Dingo
- Neil Innes – pierwszy mnich/ minstrel/giermek zmiażdżony przez Drewnianego Królika/wieśniak
- Bee Duffell – stara kobieta
- John Young – historyk
- Rita Davies – żona historyka
- Avril Steward – dr Piglet
- Sally Kinghorn – dr Winston

## Produkcja
Film został nakręcony m.in. w okolicach zamku Stalker w Szkocji. Pojawia się on w filmie jako „The Castle of Aaaaarrrrrrggghhh”.

## Wydanie
Monty Python i Święty Graal miał swoją premierę kinową w Londynie 3 kwietnia 1975 roku, po której odbył się pokaz 27 kwietnia 1975 roku w Century Plaza Cinemas w Los Angeles. Dla szerszej publiczności w Stanach Zjednoczonych film został udostępniony 28 kwietnia w kinie Cinema II w Nowym Jorku. Film nigdy nie miał oficjalnej premiery kinowej w Polsce; z okazji jego 50-lecia odbyły się specjalne pokazy 30 maja, 20 czerwca i 5 lipca 2025 roku w Kinie „Kijów” w Krakowie.